# St. Markus (Mühlheim am Main)

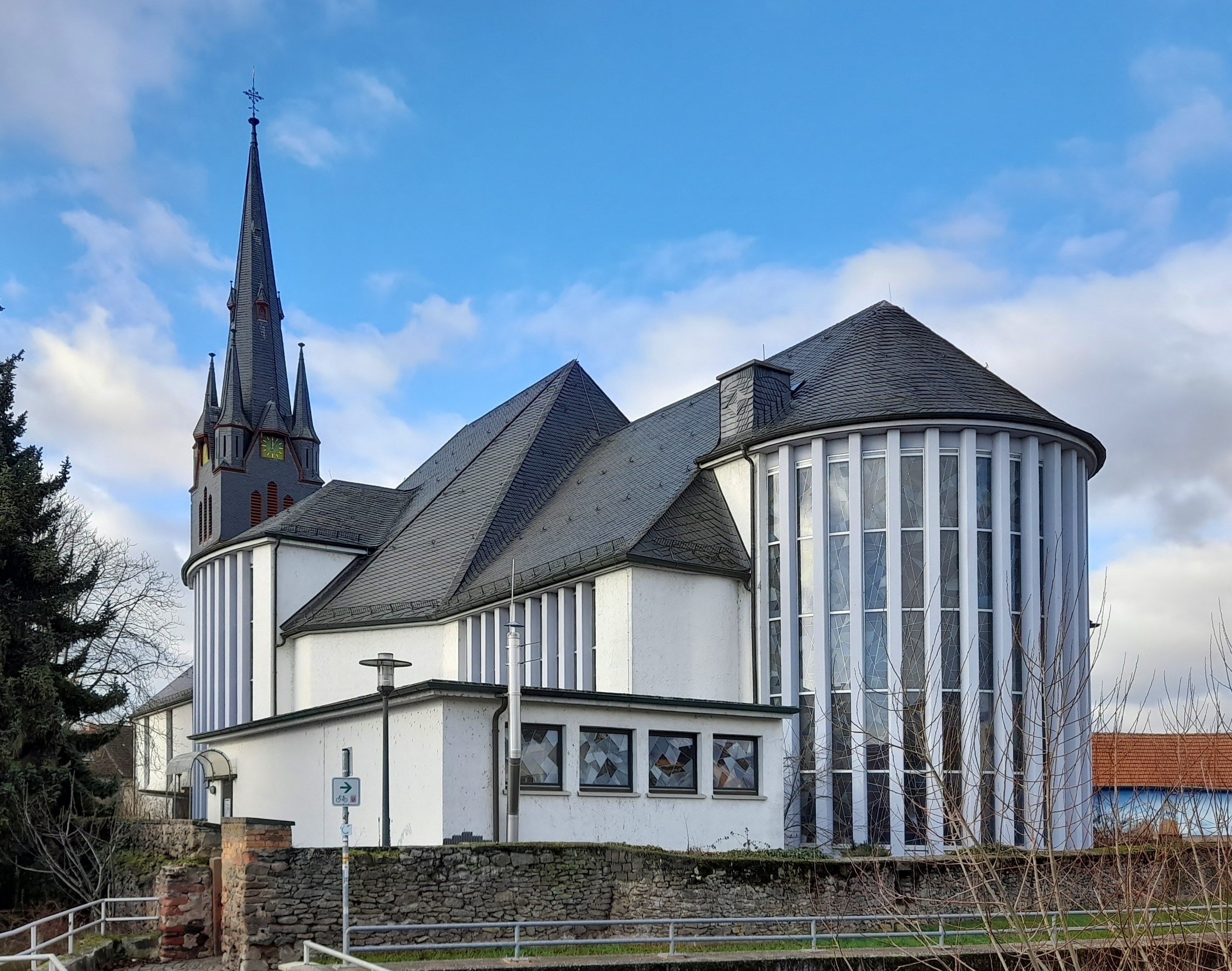
Außenansicht der katholischen Pfarrkirche St. Markus mit ihrem mittelalterlichen Wehrturm

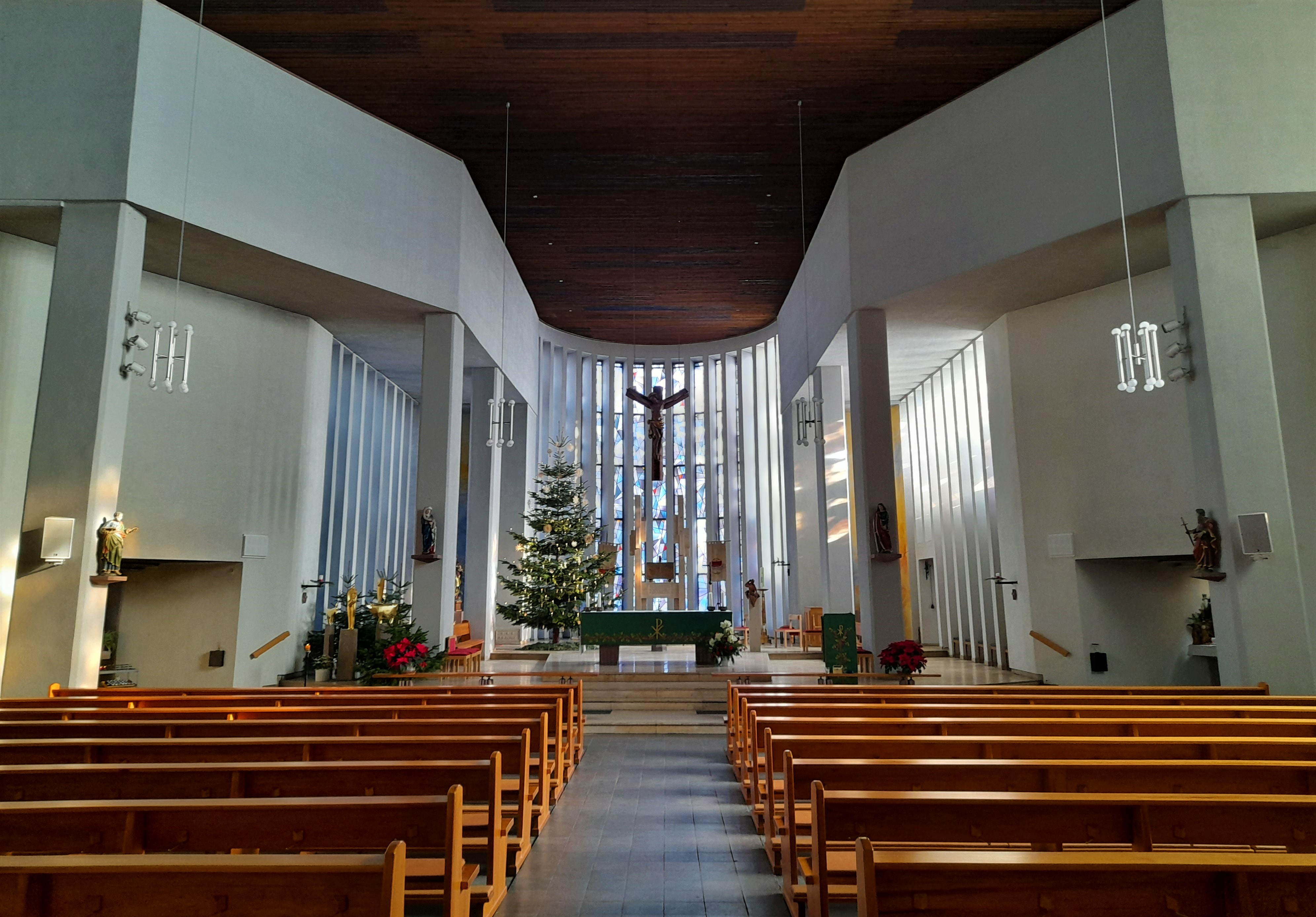
Innenraumansicht der Kirche

Die römisch-katholische Pfarrkirche St. Markus ist ein unter Denkmalschutz stehendes Kirchengebäude in Mühlheim am Main, einer Stadt im südhessischen Landkreis Offenbach. Die Pfarrgemeinde gehört zum Pastoralraum Mühlheim-Obertshausen der Region Mainlinie im Bistum Mainz. Die durch ihren mittelalterlichen Wehrturm auffallende Kirche steht unter dem Patrozinium des heiligen Markus und gilt als ein Wahrzeichen Mühlheims.

## Geschichte
In welchem Jahr die Pfarrkirche St. Markus in Mühlheim erbaut wurde, ist nicht bekannt. Es wird jedoch angenommen, dass der älteste Gebäudetrakt einschließlich des Kirchturms als Wehrkirche im Hochmittelalter zwischen 1150 und 1200 errichtet wurde. Spätestens ab 1234 ist die Existenz eines Kirchengebäudes in Mühlheim überliefert, als das Patronatsrecht vom Kloster Seligenstadt auf das St. Petersstift in Mainz überging.
Im Mittelalter war die Mühlheimer Pfarrkirche lange Zeit Mutterkirche für die umliegenden Orte Bieber, Bürgel, Dietesheim, Heusenstamm, Lämmerspiel und Offenbach.
Das heutige Langhaus der Kirche mit Chor wurde von 1878 bis 1879 vom Mainzer Architekten Lucas neu errichtet. Der letzte Erweiterungsbau wurde 1955 fertiggestellt und am 23. Oktober desselben Jahres vom Mainzer Bischof geweiht.

## Ausstattung
Die Kirche beherbergt in ihrem Inneren mit einer Figur des heiligen Sebastian sowie einer Kreuzigungsdarstellung Holzplastiken aus dem frühen 16. Jahrhundert.
In der gewölbten Turmhalle der Kirche finden sich ein spätgotisches Weihwasserbecken und ein auffälliger Tierkopf wieder, am rechten Westpfeiler befindet sich ein gotischer Inschriftenstein von 1497.
Das heutige Geläut der Pfarrkirche St. Markus setzt sich aus vier Glocken zusammen. Drei Glocken wurden 1902 von der Glockengießerei Hamm in Frankenthal gegossen, eine weitere Glocke wurde 1961 von Friedrich Wilhelm Schilling in Heidelberg hergestellt. Beim Läuten aller Glocken erklingt das Geläutemotiv: „Freu dich, du Himmelskönigin“ (d′ – e′ – fis′ – a′).

## Bildergalerie

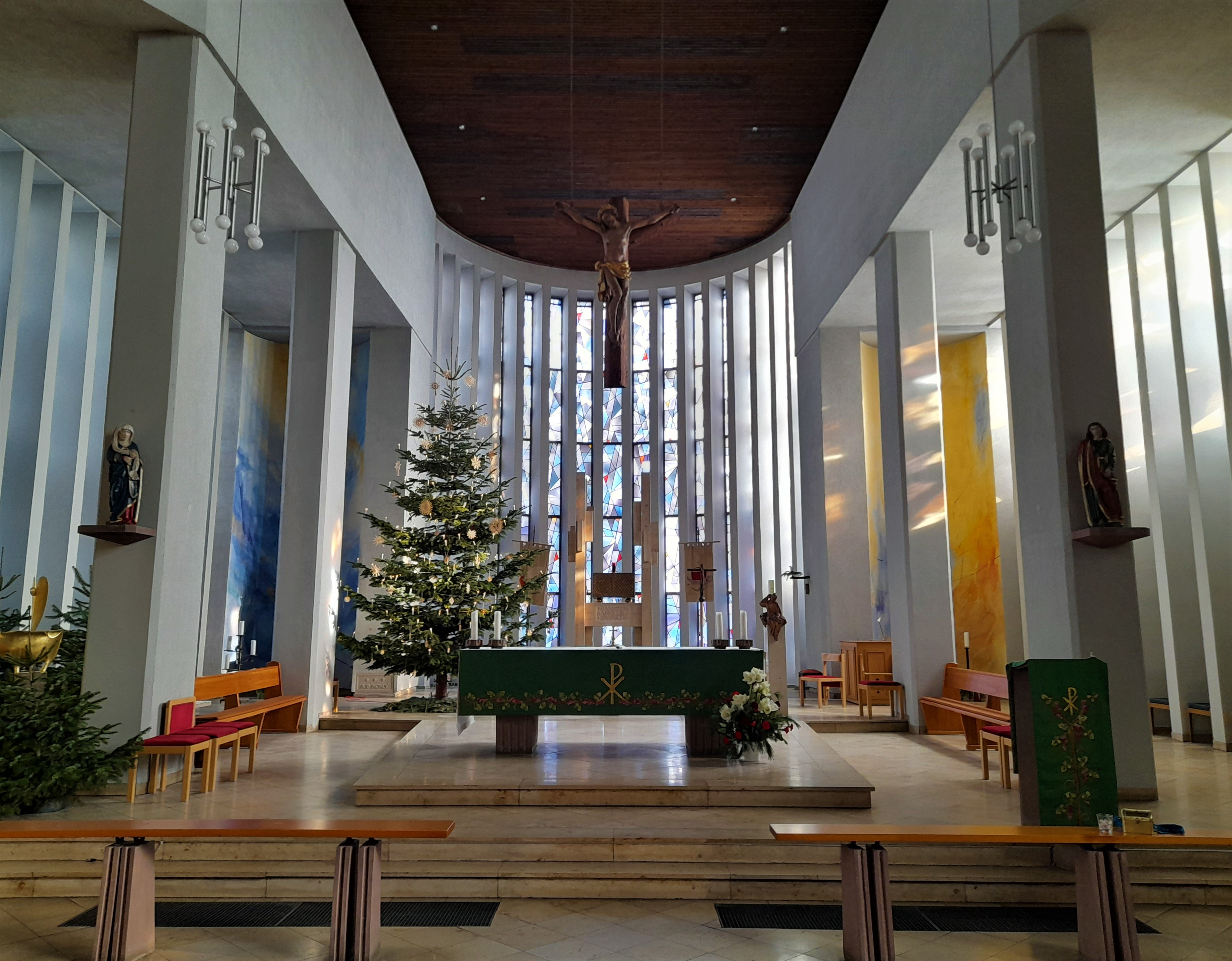
Altarraum
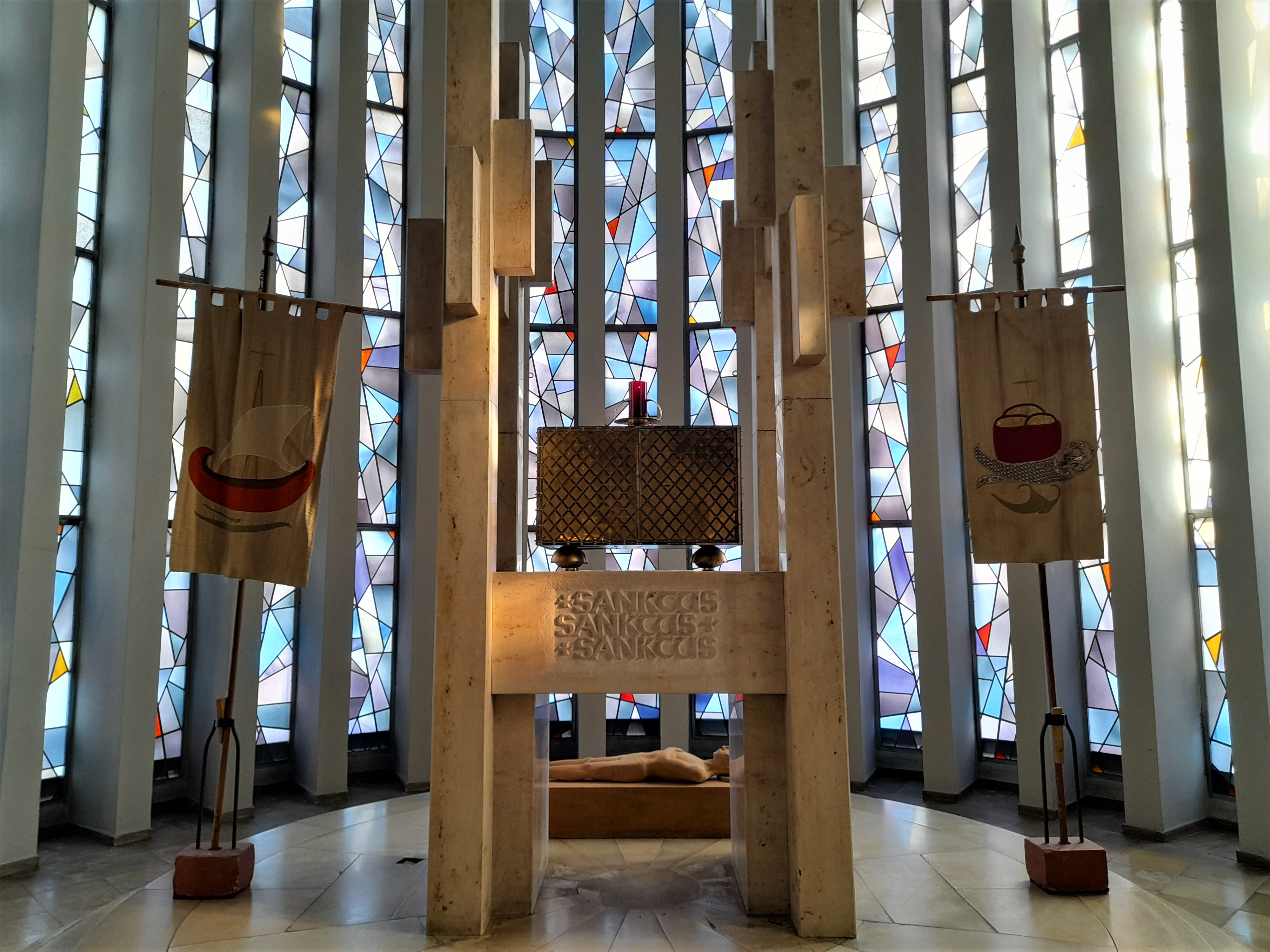
Tabernakel
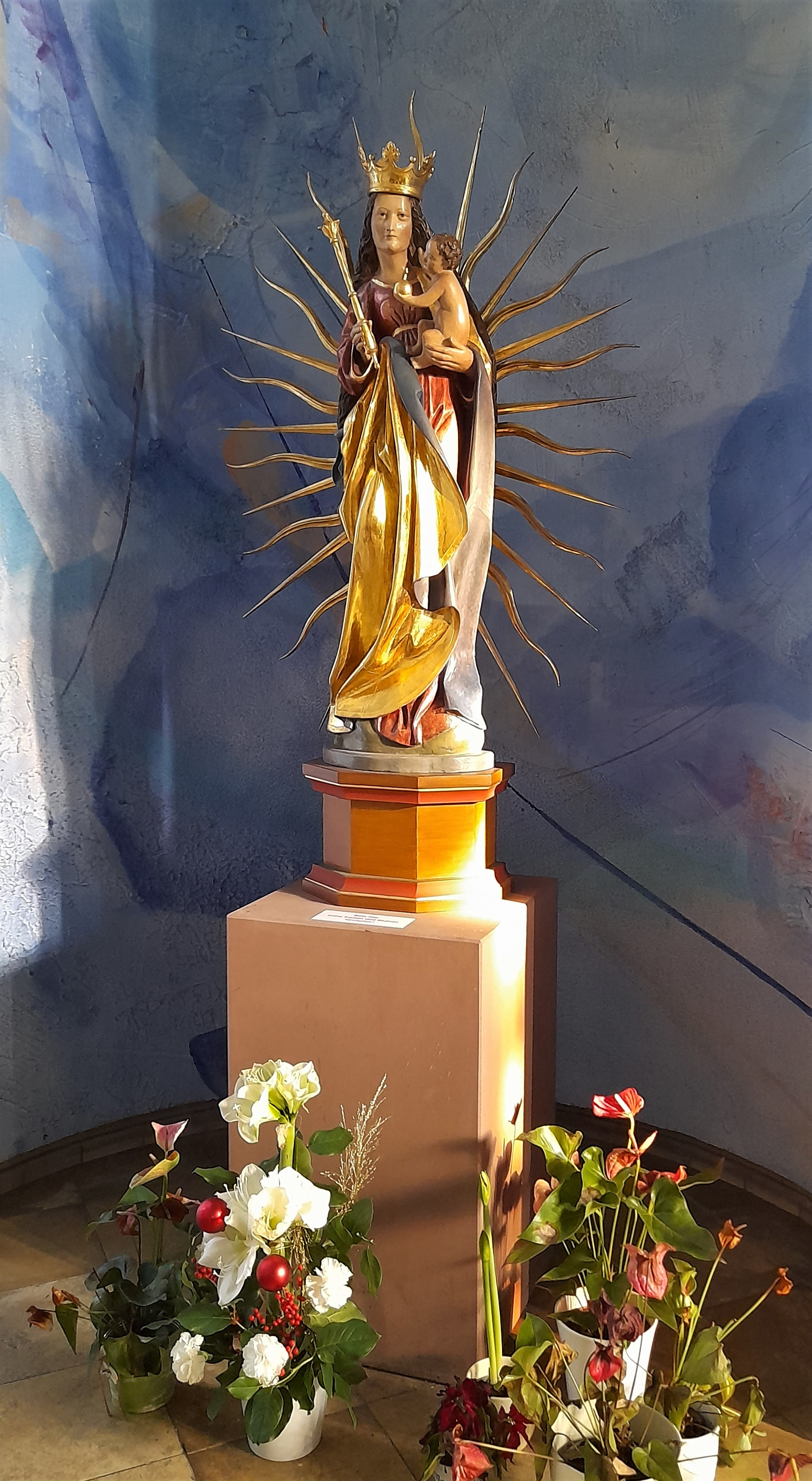
Marienstatue
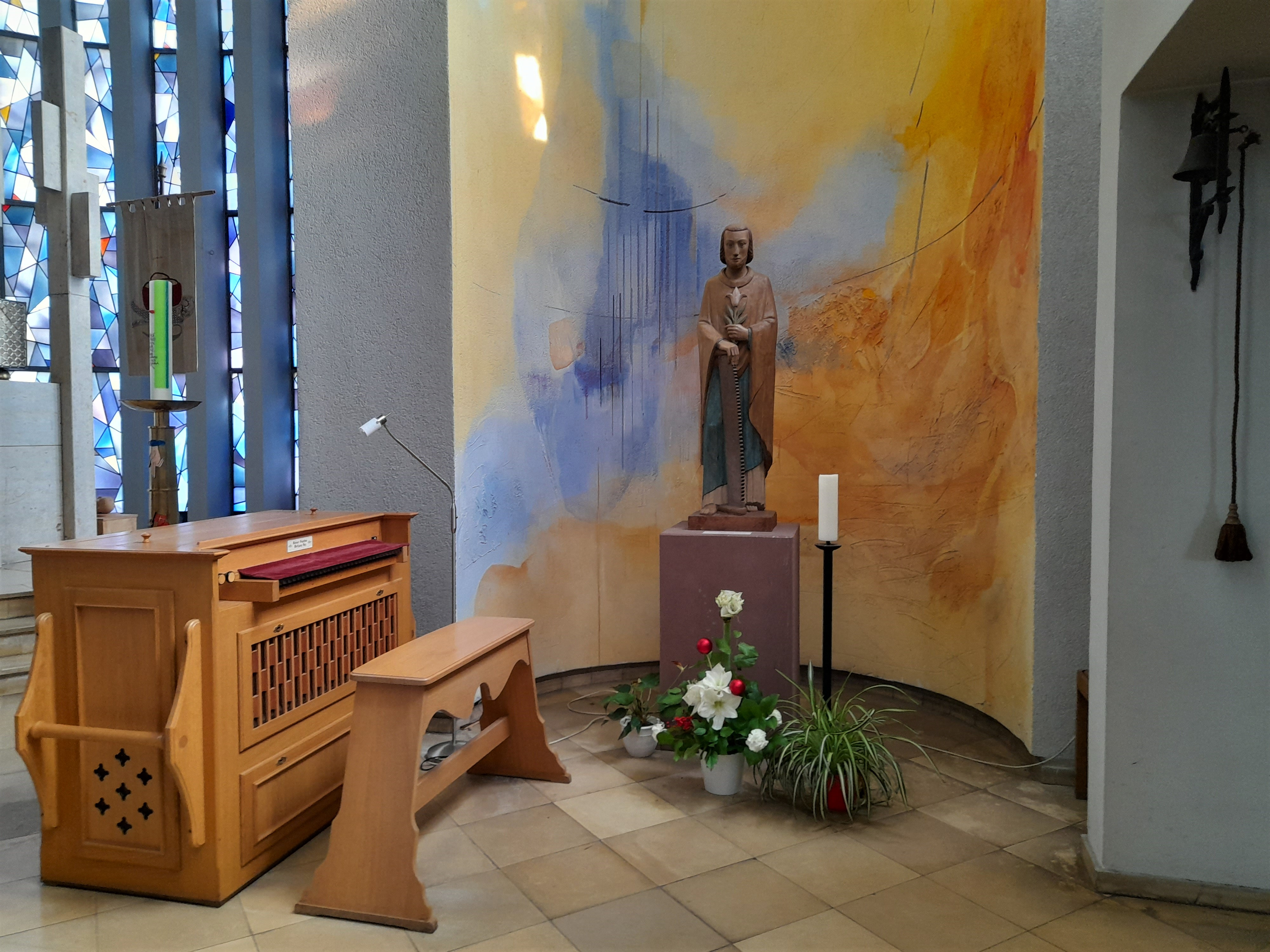
Josefsstatue
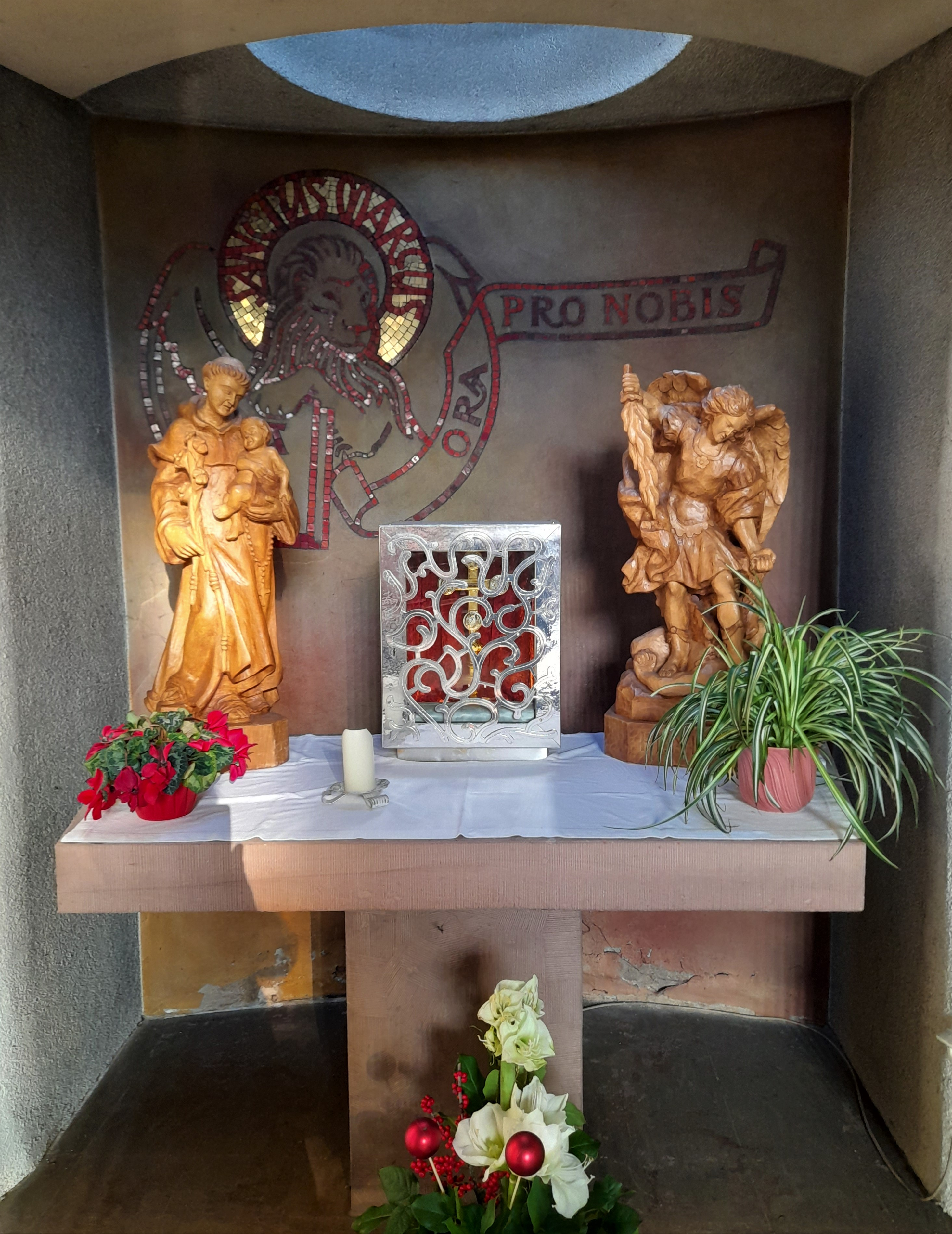
Gebetsnische
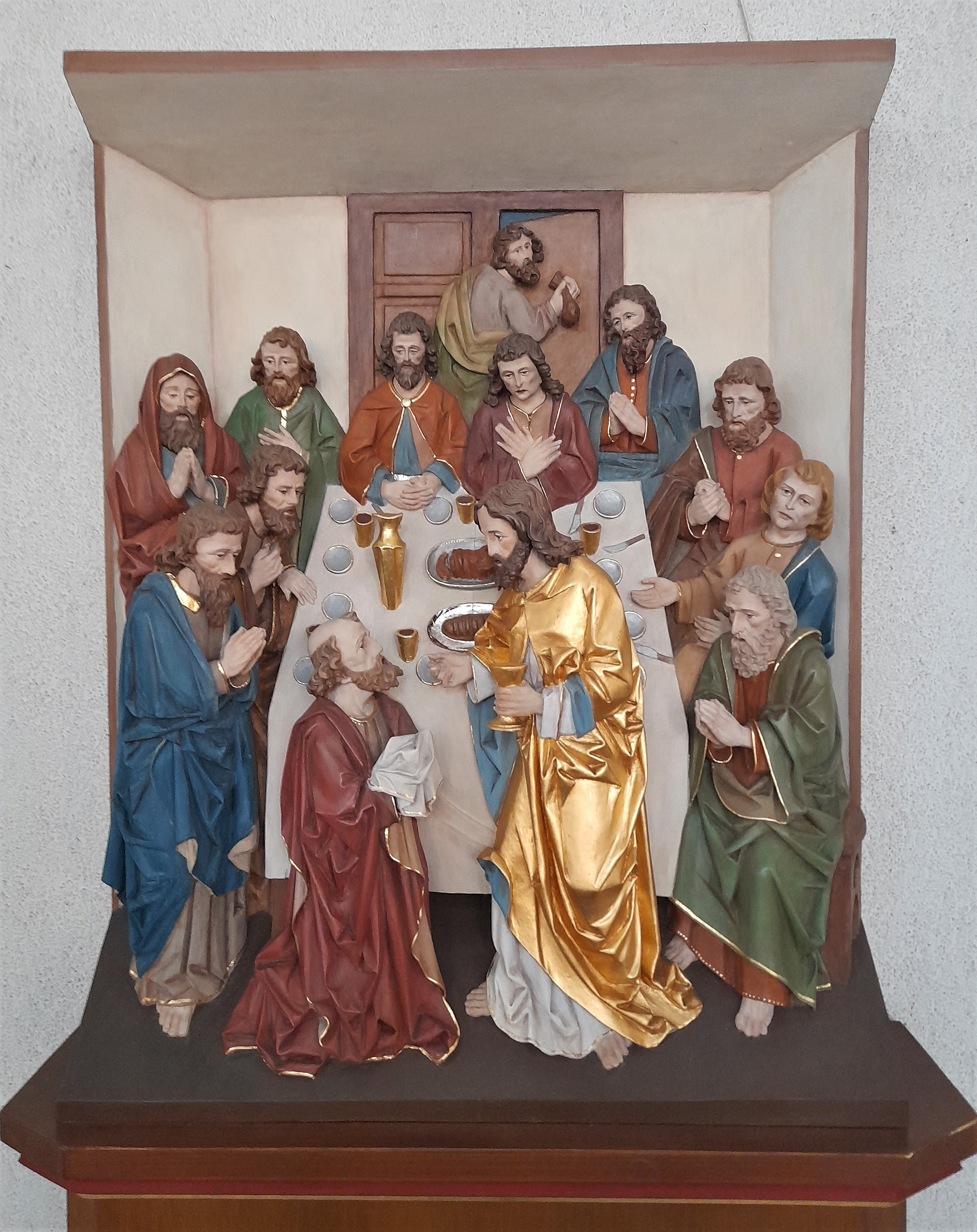
Abendmahlrelief
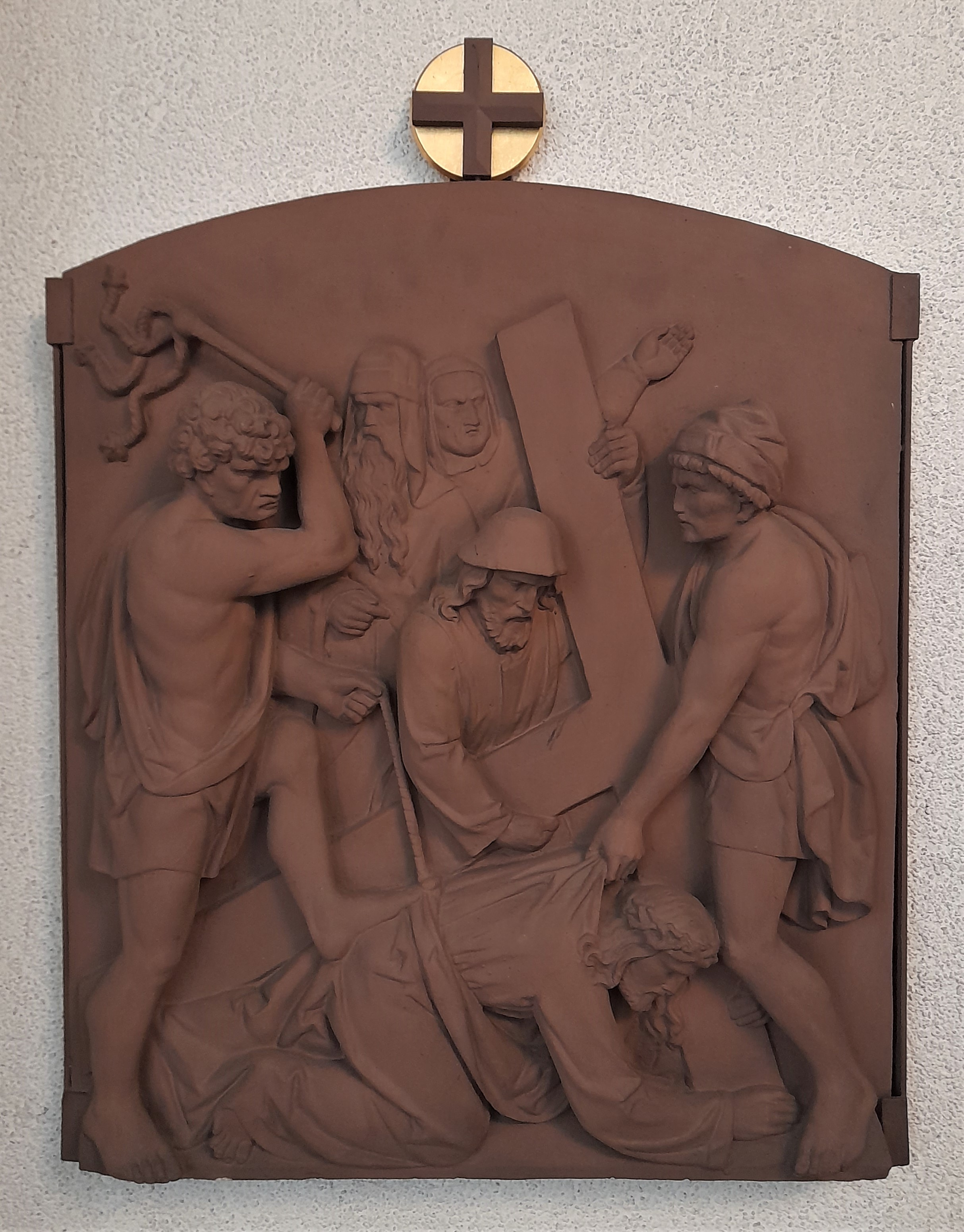
Kreuzwegstation
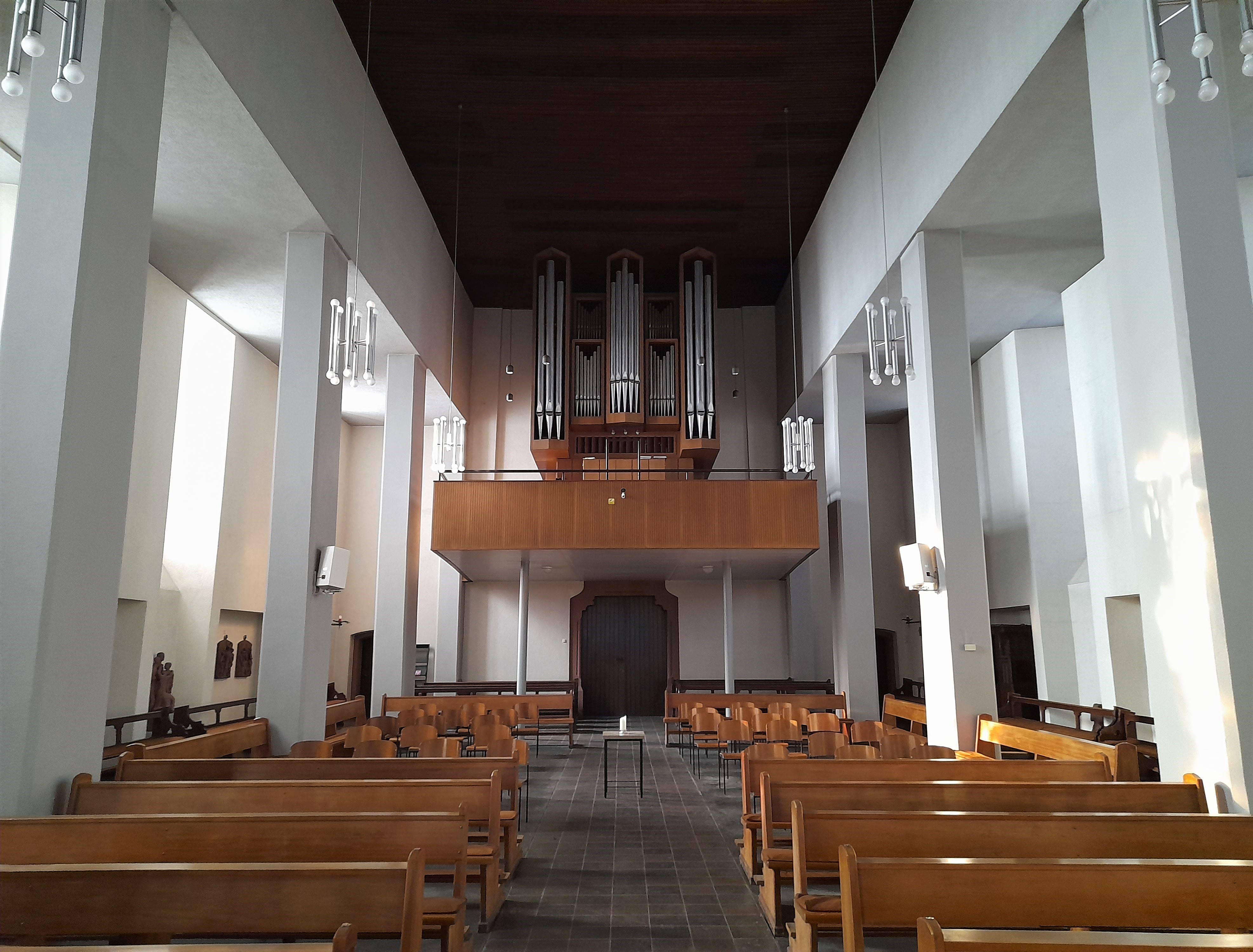
Orgelempore